# Altair BASIC
L' Altair BASIC  va ser un intèrpret per al llenguatge de programació BASIC que corria a l'Altair 8800 de MITS i posteriorment en les màquines de Bus S-100. Va ser el primer producte de Microsoft (com Micro-Soft), distribuït per MITS mitjançant un contracte. Altair BASIC va ser el principi de la gamma de productes de Microsoft BASIC.

## Origen i desenvolupament
Bill Gates recorda que quan ell i Paul Allen van llegir sobre l'Altair en l'exemplar de Popular Electronics de gener de 1975, van entendre que el preu dels ordinadors aviat cauria ràpidament fins al punt en què la venda de programari per a ells seria un negoci beneficiós. Gates va creure que en proporcionar un intèrpret BASIC per al nou ordinador ells podrien fer-lo més atractiu per als aficionats. Contactar amb el fundador de MITS, Ed Roberts, li van dir que estaven desenvolupant un intèrpret i li van preguntar si volia veure una demostració. Això seguia la pràctica comuna en la indústria de l'enginyeria d'un globus de prova: un anunci d'un producte no existent per mesurar l'interès que despertava aquest. Roberts va acceptar reunir-se amb ells per veure la demostració en poques setmanes.
Gates i Allen no tenien ni un intèrpret, ni tan sols un sistema Altair en el qual desenvolupar i posar a prova un. No obstant això Allen havia escrit emulador de codi de l'Intel 8008 en la seva anterior empresa, trafo-O-Data, que corria en un equip PDP-10 de temps compartit. Ell va adaptar aquest emulador basat en la guia de programació de l'Altair, i desenvolupar i provar l'intèrpret en un PDP-10 de Harvard. Els funcionaris de Harvard no estaven d'acord quan el van trobar, però no havien normes escrites sobre la utilització d'aquest equip. Gates i Allen van comprar temps de computació d'un servei de temps compartit a Boston per completar la seva BASIC. Es va contractar l'estudiant de Harvard Mont Davidoff per escriure les rutines d'aritmètica de punt flotant per a l'intèrpret, una característica que no estava disponible en molts dels seus competidors. L'intèrpret acabat, incloent el seu propi sistema de E/S i editor de línia, cabia en només quatre kilobytes de memòria, el que deixava molt espai per al programa interpretat. Per preparar la demostració, emmagatzemar la versió final de l'intèrpret en una cinta perforada que l'Altair pogués llegir i Paul Allen va volar a Albuquerque. A última hora, Allen es va adonar que s'havia oblidat d'escriure el programa d'arrencada per llegir la cinta en la memòria. Escrivint en llenguatge de màquina del 8080, Allen va acabar el programa abans que l'avió aterrés. Només quan van carregar el programa en un Altair i van veure un Prompt preguntant per la mida de la memòria del sistema, Gates i Allen van saber que el seu intèrpret funcionava en l'equip Altair.

## Versions i distribució
Roberts va acordar distribuir l'intèrpret. També va contractar Gates i Allen per mantenir-lo i millorar-lo, causant que Gates demanés una justificació per absentar de Harvard. Ells van produir diverses versions: l'original  4 K BASIC , i més tard  8K BASIC ,  Extended BASIC ,  Extended ROM BASIC , i  Disk BASIC . Com esperaven, l'Altair va ser molt popular entre els aficionats, com els del Homebrew Computer Club. L'Altair BASIC, com l'intèrpret BASIC preferit de MITS, també va ser popular. No obstant això, els aficionats van prendre un acostament de "compartir" el programari i no van pensar en res més que copiar l'intèrpret BASIC d'altres aficionats. El membre del Homebrew, Dan Sokol, va ser especialment prolífic, després d'obtenir d'alguna manera una cinta prèvia a la venda de l'intèrpret, va fer 25 còpies i distribuir en la següent reunió del Homebrew, instant els receptors a fer més còpies. Gates va respondre a 1976 amb paraules fermes en una carta oberta als aficionats que acusava als copiadors de robatori, i va declarar que no podia seguir desenvolupant programes d'ordinadors que la gent no pagava. Molts aficionats van reaccionar defensivament a la carta.
Sota els termes de l'acord de compra, MITS rebria els drets de l'intèrpret després d'haver pagat una certa quantitat per les regalies. No obstant això, Microsoft havia desenvolupat versions de l'intèrpret per a altres sistemes, com el Motorola 6800. Quan ells van decidir deixar MITS, va sorgir una controvèrsia sobre si l'import total havia estat pagat, i si l'acord s'aplicava a les altres versions. Microsoft i MITS van deixar la disputa a mans d'un jutge, que va decidir a favor de Microsoft, per sorpresa de Roberts. Els intèrprets BASIC seguir sent el nucli de negocis de Microsoft fins a principis dels anys 1980, quan es va traslladar al MS-DOS.